# Сіксанбаєво
Сіксанба́єво (рос. Сиксанбаево, башк. Һикһәнбай) — присілок у складі Кугарчинського району Башкортостану, Росія. Входить до складу Ібраєвської сільської ради.
Населення — 104 особи (2010; 124 в 2002).
Національний склад:
- башкири — 100%